# Madvillainy 2: The Madlib Remix
Madvillainy 2: The Madlib Remix — альбом ремиксов американского хип-хоп-дуэта Madvillain, состоящего из рэпера MF DOOM и продюсера Madlib . Альбом представляет собой ремикс, сделанный Madlib’ом, на их дебютного альбома 2004 года Madvillainy . Альбом был выпущен на лейбле Stones Throw Records в 2008 году.

## Критический приём
Нейт Патрин для сайта Pitchfork писал об альбоме: «cейчас здесь нет по-настоящему плохих битов; многие из них, особенно вышеупомянутый „Borrowed Time“ и джазовый фьюжн „Strange Ways“ переименованный в „Cant Reform 'Em“, достойны того, чтобы их скопировали сами по себе, независимо от того, насколько они искажают ваши воспоминания, и некоторые из этих треков хорошо бы звучали, если бы их выпустили на обороте 12» примерно 2004 года в качестве бонусных ремиксов. Но на протяжении всего альбома это ощущается как пустое достижение бессмысленной идеи, сделанной хорошо. Мне неловко критиковать это: Madlib, безусловно, один из самых интересных и надежно креативных продюсеров нашего времени, поэтому я действительно не хочу оказывать ему медвежью услугу здесь, и я признаю, что если бы мне не было так трудно отказаться от идеи оригинального звучания Madvillainy , мне бы это понравилось больше. Но возиться с таким альбомом — проблематичное занятие, даже с оригинальным звуковым архитектором у пульта"

## Трек лист
| №                   | Название                              | Длительность |
| ------------------- | ------------------------------------- | ------------ |
| 1.                  | «Pow»                                 | 1:50         |
| 2.                  | «No Brain»                            | 2:08         |
| 3.                  | «Pearls»                              | 2:41         |
| 4.                  | «Light of the Past»                   | 2:09         |
| 5.                  | «Boulder Holder»                      | 2:22         |
| 6.                  | «Borrowed Time»                       | 3:00         |
| 7.                  | «Space Ho's Coast to Coast»           | 3:40         |
| 8.                  | «Invazion (Interlude)»                | 1:12         |
| 9.                  | «Drainos»                             | 3:26         |
| 10.                 | «Fire in the Hole»                    | 2:34         |
| 11.                 | «Heat Niner»                          | 1:38         |
| 12.                 | «Monkey Suit»                         | 2:18         |
| 13.                 | «Fluid (Instrumental)»                | 1:20         |
| 14.                 | «Can't Reform Em»                     | 1:56         |
| 15.                 | «Redd Spot (Interlude)»               | 0:44         |
| 16.                 | «Running Around with Another»         | 2:49         |
| 17.                 | «Butter King Jewels»                  | 3:38         |
| 18.                 | «Sermon»                              | 2:32         |
| 19.                 | «Roller Coaster Rider (Instrumental)» | 1:32         |
| 20.                 | «3.214»                               | 2:03         |
| 21.                 | «Confucious Spot (Interlude)»         | 0:20         |
| 22.                 | «Never Go Pop»                        | 1:55         |
| 23.                 | «Savage Beast (Instrumental)»         | 1:21         |
| 24.                 | «Cold One»                            | 3:06         |
| 25.                 | «Cold One (Reprise)»                  | 0:45         |
| Общая длительность: | Общая длительность:                   | 52:29        |

## Madvillainy 2: The Box
23 июля 2008 года Stones Throw анонсировали Madvillainy 2: The Box , бокс-сет, содержащий Madvillainy 2, демозапись альбома Madvillainy, футболку с текстом песни America’s Most Blunted и комикс Madvillain, продолжающий историю клипа на песню All Caps. Так же в бокс-сет входил трек One Beer (Drunk Version), являющаяся ремиксом на трек One Beer с альбома. На официальном сайте Stones Throw Madlib рассказал о треке: «Оригинальная версия Madlib 2004 года, до недавнего времени затерявшаяся на полу его студии Bomb Shelter. Если бы вы видели студию, вы бы поняли»

### Madvillainy 2: The Madlib Remix
| №                   | Название                              | Длительность |
| ------------------- | ------------------------------------- | ------------ |
| 1.                  | «Pow»                                 | 1:50         |
| 2.                  | «No Brain»                            | 2:08         |
| 3.                  | «Pearls»                              | 2:41         |
| 4.                  | «Light of the Past»                   | 2:09         |
| 5.                  | «Boulder Holder»                      | 2:22         |
| 6.                  | «Borrowed Time»                       | 3:00         |
| 7.                  | «Space Ho's Coast to Coast»           | 3:40         |
| 8.                  | «Invazion (Interlude)»                | 1:12         |
| 9.                  | «Drainos»                             | 3:26         |
| 10.                 | «Fire in the Hole»                    | 2:34         |
| 11.                 | «Heat Niner»                          | 1:38         |
| 12.                 | «Monkey Suit»                         | 2:18         |
| 13.                 | «Fluid (Instrumental)»                | 1:20         |
| 14.                 | «Can't Reform Em»                     | 1:56         |
| 15.                 | «Redd Spot (Interlude)»               | 0:44         |
| 16.                 | «Running Around with Another»         | 2:49         |
| 17.                 | «Butter King Jewels»                  | 3:38         |
| 18.                 | «Sermon»                              | 2:32         |
| 19.                 | «Roller Coaster Rider (Instrumental)» | 1:32         |
| 20.                 | «3.214»                               | 2:03         |
| 21.                 | «Confucious Spot (Interlude)»         | 0:20         |
| 22.                 | «Never Go Pop»                        | 1:55         |
| 23.                 | «Savage Beast (Instrumental)»         | 1:21         |
| 24.                 | «Cold One»                            | 3:06         |
| 25.                 | «Cold One (Reprise)»                  | 0:45         |
| Общая длительность: | Общая длительность:                   | 52:29        |

### One Beer (Drunk Version)
| №                   | Название                   | Длительность |
| ------------------- | -------------------------- | ------------ |
| 1.                  | «One Beer (Drunk Version)» | 1:52         |
| Общая длительность: | Общая длительность:        | 1:52         |

### Madvillainy Demo Tape
| №                   | Название                                                                      | Длительность |
| ------------------- | ----------------------------------------------------------------------------- | ------------ |
| 1.                  | «Do Not Fire!»                                                                | 1:34         |
| 2.                  | «Bistro»                                                                      | 1:09         |
| 3.                  | «One False Move ("Great Day" demo)»                                           | 2:40         |
| 4.                  | «America's Most Blunted»                                                      | 3:28         |
| 5.                  | «Operation Lifesaver ("Operation Lifesaver AKA Mint Test" instrumental demo)» | 1:24         |
| 6.                  | «Figaro»                                                                      | 2:42         |
| 7.                  | «Rainbows»                                                                    | 2:59         |
| 8.                  | «Just for Kicks ("Meat Grinder" demo)»                                        | 2:17         |
| 9.                  | «Fancy Clown»                                                                 | 3:57         |
| 10.                 | «Shadows of Tomorrow»                                                         | 3:00         |
| 11.                 | «Money Folder»                                                                | 4:16         |
| 12.                 | «Stakes ("Supervillain Theme" demo)»                                          | 1:29         |
| 13.                 | «All Caps»                                                                    | 2:12         |
| 14.                 | «One False Move (Instrumental) ("Great Day" instrumental demo)»               | 2:13         |
| Общая длительность: | Общая длительность:                                                           | 36:00        |